# سیارک ۱۰۸۲۳
سیارک ۱۰۸۲۳ (به انگلیسی: 10823 Sakaguchi، نامگذاری:1993SM1) ده هزار و هشتصد و بیست و سومین سیارک کشف شده‌است که در ۱۶ سپتامبر ۱۹۹۳ کشف شد.
قدر مطلق سیارک برابر ۱۷.۰ است.